# × Compelenzia
×Compelenzia é um género botânico pertencente à família das orquídeas (Orchidaceae).